# 帕凯山

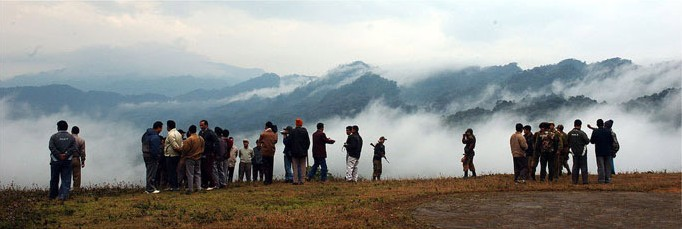
帕凯山

帕凯山（英語：Patkai，又译作巴特开山、巴坎山），是緬甸西北與印度接界的山区。帕凯山是阿拉干山脈（若开山脉）（Rakhine Range）主脉，喜馬拉雅山脈東南山麓，其下有Patkai-Bum、Garo-Khasi-Jaintia與Lushai Hills(卢谢山,卢夏山，米佐山)等三條山脈，其中Garo-Khasi-Jaintia山脈位於印度梅加拉亞邦，其迎風面具有全世界最高的年雨量。最高的山峰是萨拉马蒂峰（Saramati）（3,826米)。
帕凯山在歷史上有重要性，是撣族拓殖於印度東北部的必經之地。